# Listă de filme poloneze din anii 1950
Aceasta este o listă de filme poloneze din anii 1950.
| 1950                                       |                    |                                                           |                |                                                                          |
| Robinson warszawski (Miasto nieujarzmione) | Jerzy Zarzycki     |                                                           | film dramatic  | Prezentat la Festivalul de Film de la Cannes din 1951                    |
| 1951                                       |                    |                                                           |                |                                                                          |
| Ceramika ilzecka (Ceramica de Ilza)        | Andrzej Wajda      |                                                           | documentar     |                                                                          |
| 1952                                       |                    |                                                           |                |                                                                          |
|                                            |                    |                                                           |                |                                                                          |
| 1953                                       |                    |                                                           |                |                                                                          |
|                                            |                    |                                                           |                |                                                                          |
| 1954                                       |                    |                                                           |                |                                                                          |
| Piątka z ulicy Barskiej                    | Aleksander Ford    |                                                           |                | Prezentat la Festivalul de Film de la Cannes din 1954                    |
| 1955                                       |                    |                                                           |                |                                                                          |
| Pokolenie                                  | Andrzej Wajda      | Tadeusz Łomnicki, Urszula Modrzyńska                      | film de război |                                                                          |
| 1956                                       |                    |                                                           |                |                                                                          |
| Canalul                                    | Andrzej Wajda      |                                                           |                | Prezentat la Festivalul de Film de la Cannes din 1957                    |
| Człowiek na torze                          | Andrzej Munk       | Kazimierz Opalinski                                       |                |                                                                          |
| 1957                                       |                    |                                                           |                |                                                                          |
| Prawdziwy koniec wielkiej wojny            | Jerzy Kawalerowicz | Lucyna Winnicka                                           | dramatic       |                                                                          |
|                                            |                    |                                                           |                |                                                                          |
| 1958                                       |                    |                                                           |                |                                                                          |
| Cenușă și diamant                          | Andrzej Wajda      | Zbigniew Cybulski                                         | film de război | A câștigat Premiul FIPRESCI, Venezia 1959                                |
| 1959                                       |                    |                                                           |                |                                                                          |
| Awantura o Basię                           | Maria Kaniewska    | Malgorzata Piekarska, Jerzy Duszynski și Ewa Krasnodebska | comedie        | refăcut în 1995                                                          |
| Expresul Baltic                            | Jerzy Kawalerowicz | Lucyna Winnicka, Leon Niemczyk                            | thriller       |                                                                          |
| Orzeł                                      | Leonard Buczkowski | Wienczyslaw Glinski, Aleksander Sewruk și Jan Machulski   | film de război | Prezentat la ediția I a Festivalului Internațional de Film de la Moscova |

## Legături externe
- Filme poloneze la Internet Movie Database